# Collado Mediano
Collado Mediano là một đô thị trong Cộng đồng Madrid, Tây Ban Nha. Đô thị này có diện tích 22,6 km², dân số theo điều tra năm 2010 của Viện thống kê quốc gia Tây Ban Nha là 6527 người. Đô thị này nằm ở khu vực có độ cao 1029 mét trên mực nước biển.